# Die schnellste Maus von Mexiko (Film)
Die schnellste Maus von Mexiko (Originaltitel: Speedy Gonzales; Alternativtitel: Speedy Gonzales – Sturm auf die Käsefabrik) ist ein US-amerikanischer Zeichentrick-Kurzfilm von Friz Freleng aus dem Jahr 1955.

## Handlung
Mexikanische Mäuse stehen am Grenzzaun zu den USA und schauen sehnsüchtig auf die auf amerikanischem Gebiet liegende Käsefabrik AJAX. Zahlreiche Mäuse versuchten bereits, Käse aus der Fabrik zu holen, doch wurden sie stets durch die Wachkatze Sylvester getötet. Die mauslosen Sombreros stapeln sich bereits und als eine weitere ausgeloste Maus der Katze zum Opfer fällt, wird Speedy Gonzales, die „schnellste Maus von Mexiko“, als letzte Rettung zu Hilfe gerufen.
Speedy Gonzales erscheint und schafft es spielend, in die Käsefabrik einzudringen und den mexikanischen Mäusen ein Stück Käse zu bringen. Speedy Gonzales eilt nun mehrere Male zur Fabrik und zurück, ohne dass Sylvester ihn fangen kann. Der versucht mit Fangnetzen, Tellerminen und Rohren der Maus habhaft zu werden, scheitert jedoch stets. Als Speedy Gonzales den Mäusen am Ende verkündet, ihnen nun sämtlichen Käse der Fabrik zu holen, will Sylvester ihm zuvorkommen. Er stapelt alle Käseboxen vor der Fabrik und sprengt sie in die Luft. Die begeisterten Mäuse werden nun von kleinen Käsestücken beregnet und Sylvester ärgert sich über seine eigene Dummheit.

## Produktion
Die schnellste Maus von Mexiko kam am 17. September 1955 als Teil der Warner-Bros.-Trickfilmreihe Looney Tunes in die Kinos. Es war nach Cat-Tails for Two der zweite Film um die Maus Speedy Gonzales und der erste, in dem die Maus mit ihrem Erzfeind Sylvester zusammentraf.
Die Maus Speedy Gonzales wird von Mel Blanc gesprochen.

## Auszeichnungen
Die schnellste Maus von Mexiko gewann 1956 den Oscar in der Kategorie „Bester animierter Kurzfilm“.